# Iñaki
Iñaki ist ein baskischer männlicher Vorname ursprünglich etruskischer Herkunft.

## Herkunft und Bedeutung
Iñaki ist die baskische Form des spätrömischen Namens Ignatius, abgeleitet von dem römischen Familiennamen Egnatius von etruskischer Herkunft mit einer unbekannten Bedeutung. Die spanische Form des Namens ist Ignacio.

## Namensträger
- Iñaki Astiz (* 1983), spanischer Fußballspieler
- Iñaki Bea Jauregi (* 1978), spanischer Fußballspieler
- Iñaki Descarga (* 1976), spanischer Fußballspieler
- Iñaki Godoy (* 2003), mexikanischer Schauspieler
- Iñaki Irazabalbeitia (* 1957), spanischer (baskischer) Politiker
- Iñaki Isasi (* 1977), spanischer Radrennfahrer
- Iñaki de Juana Chaos (* 1955), spanisches ETA-Mitglied
- Iñaki Lafuente (* 1976), spanischer Fußballspieler
- Iñaki Lejarreta (1983–2012), spanischer Radsportler
- Iñaki Mallona Txertudi (1934–2021), spanischer Bischof
- Iñaki Muñoz (* 1978), spanischer Fußballspieler
- Iñaki Ochoa de Olza (1967–2008), spanischer Bergsteiger
- Iñaki Sáez (* 1943), spanischer Fußballspieler und -trainer
- Iñaki Ugarte (* 1988), spanischer Handballspieler
- Iñaki Urdangarin (* 1968), spanischer Handballspieler
- Iñaki Urkiaga (* 1979), deutscher Wasserballspieler
- Iñaki Williams (* 1994), spanisch-ghanaischer Fußballspieler